# مورا تیرنی
مورا تیرنی (به انگلیسی: maura tierney) (زادهٔ ۳ فوریه ۱۹۶۵) بازیگر سینما و تلویزیون آمریکایی است. وی در شهر هاید پارک از ایالت ماساچوست، آمریکا زاده شد.
از فیلم‌های او می‌توان به رنگ‌های بنیادین، حفرکنندگان، خط صورتی نازک، دنی روآن، نیمه حرفه‌ای، مامان بچه، دما، تبادل دانشجو و شن‌های سفید اشاره کرد.